# Rafałów (Mikołajew)
Rafałów – część wsi Mikołajew w Polsce, położona w województwie łódzkim, w powiecie zgierskim, w gminie Parzęczew.
W latach 1975–1998 Rafałów należał administracyjnie do ówczesnego województwa łódzkiego.